# Nomad Aviation
Die Nomad Aviation AG ist eine auf kommerziellen Nicht-Linienverkehr spezialisierte Schweizer Fluggesellschaft. Das Unternehmen wurde 2008 gegründet und erhielt die Zulassung als kommerzielle Fluggesellschaft im Februar 2009.

## Flotte
Mit Stand Januar 2023 besteht die Flotte der Nomad Aviation aus zehn Flugzeugen:
| Flugzeugtyp                     | Anzahl | Anmerkungen |
| ------------------------------- | ------ | ----------- |
| Airbus A319 ACJ                 | 01     | HB-JJJ      |
| Bombardier Challenger CL-604    | 01     | HB-JJJ      |
| Bombardier Global 6000          | 01     | HB-JLC      |
| Bombardier Global BD-700 XRS    | 01     | HB-JOR      |
| Raytheon Beech Premier 1A RA-39 | 02     | HB-VPE      |
| Embraer EMB-135BJ               | 01     | HB-JED      |
| Gulfstream G450                 | 01     | HB-JFJ      |
| Gulfstream G650ER               | 01     |             |
| Raytheon Beech Premier 1A RA-39 | 01     |             |
| Gesamt                          | 10     |             |

## Ehemalige Flugzeugtypen
- Cessna Citation Jet 1+